# Pharsalia andoi
Pharsalia andoi är en skalbaggsart som beskrevs av Hayashi 1975. Pharsalia andoi ingår i släktet Pharsalia och familjen långhorningar. Inga underarter finns listade i Catalogue of Life.